# 蘭副雙邊魚
蘭副雙邊魚也稱為印度玻璃魚，在中国大陆通常被叫做玻璃拉拉，為輻鰭魚綱鱸形目鱸亞目雙邊魚科的其中一個種，分布於巴基斯坦、印度、尼泊爾、孟加拉、馬來西亞、泰國的淡水流域。體長可達8公分，生活在靜止的水域，主要繁殖期在雨季，成魚會築巢來守護卵或仔魚，屬肉食性，以無脊椎動物、甲殼類等為食。可作為觀賞魚，无食用价值。